# Гай Клавдій Глабр
Гай Клавдій Глабр (італ. Gaius Claudius Glaber) — військовий командир пізньої Римської республіки, був одночасно легатом та претором в 73 р. до н. е. Він зазнав поразки в битві на горі Везувій проти сил Спартака під час Повстання рабів під проводом Спартака.

## Біографія
Гай Клавдій Глабр був членом римської плебейської родини. Ймовірно, він мав предків з родини Клавдії. На той час сім'я не мала представника в сенаті  вже більш двох поколінь, вплив сім'ї балансував.
Щодо імені римського претора у античних авторів існують розбіжності: Тіт Лівій іменує його Клавдій Пульхр, Плутарх — Клавдій, Флор — Клавдій Глабр, Фронтін і Оросій — Клодій. Втім, Клодій — це форма імені Клавдій, популярна у плебеїв. Таким чином, з певністю можна говорити лише про номен — Клавдій.
Гай приєднався до римської армії, коли йому ще не виповнелося чотирнадцяти років.
Протягом п'ятнадцяти років Глабр боровся то з одним варварським народом, то з іншим. Він командував військами в Галлії, а потім в Германії, звільнював села, міста, організовував геноциди на славу Риму та своєї вигоди. Зрештою, він отримав звання легата та власний легіон. Гай покращив своє становище в Римі за допомогою трофеїв та полонених рабів, котрі він захопив в походах. Він навіть звернув на себе увагу впливового сенатора Альбіна і його єдиної дочки. В Літії, Глабр знайшов більше ніж дружину. Вона стала його партнером, який допомагав йому у політичній кар'єрі та зайнятті місця її батька. Все що потрібно було Клавдію, так це нова перемога над ворогами Риму.
Така можливість з'явилася у вигляді повстання Спартака, яке набуло свого апогею в битві на Везувію.
Глабр, який був одним з восьми обраних преторів в 73 р до н. е., згадується тільки класичними істориками в зв'язку з його трагічним військовим керівництва проти Спартака. Він був зруйнований, тому що не зміг адаптуватися до нетрадиційної тактики гладіаторів.

### Битва на Везувії
Клавдій зібрав сили з 3000 чоловік, але не як легіон, а як поліцію, що складалася «не з громадян, а з усіх випадкових людей, набраних поспішно і мимохідь». Глабр осадив рабів на Везувію, перекривши єдиний відомий спуск з гори. Таким чином, Глабр збирався почекати, поки голод не змусить бунтівників здатися.
Хоча рабам не вистачало військових навичок, війська Спартака проявили винахідливість у використанні наявних підручних матеріалів, а також у використанні незвичайної тактики в зіткненні з дисциплінованою римською армією. Опинившись в облозі, люди Спартака виготовили канати і сходи з лози і дерев, що ростуть на схилах Везувію, і використовували їх для спуску по скелях з протилежного боку гори. Флор висуває версію, що повсталі спустилися за допомогою мотузок, сплетених з виноградних лоз, в порожнє жерло Везувію і вийшли назовні через наскрізну печеру. Потім гладіатори обійшли підніжжя Везувію і знищили солдатів Глабра.

### Подальша доля
Римські записи не роблять ніяких подальших згадок про Глабра після цієї поразки. Не відомо, чи був він убитий під час бою чи ні.. Класичний вчений Баррі С. Страус зазначив, що ця неясність є ще одною ознакою того, як мало уваги Сенат звертав на Спартака в 73 р до нашої ери.

## Кінематограф
- «Спартак» (італ. Spartaco) — фільм Італії 1909 року, режисер Оресте Герардіні
- «Спартак» (італ. Spartaco) — фільм Італії 1913 року, режисер Джованні Енріко
- «Спартак» (італ. Spartaco) — фільм Італії 1953, режисер Ріккардо Фреда
- «Спартак» — фільм США 1960, режисер Стенлі Кубрик, в ролі Глабра — Джон Долл
- «Спартак і десять гладіаторів» — фільм Італія-Іспанія-Франція 1964 р., режисер Нік Ностро
- «Спартак» — мінісеріал США 2004 року, режисер Роберт Дорнхельм, в ролі Глабра — Бен Крос
- «Спартак: Кров та пісок» 1 сезон — серіал США 2010 року, режисери Майкл Херст, Рік Джейкобсон, Джессі Уарн, в ролі Глабра — Крейг Паркер
- «Спартак: Помста» 2 сезон — серіал США 2012 року, режисери Майкл Херст, Рік Джейкобсон, Джессі Уарн, в ролі Глабра — Крейг Паркер